# Diego Contento
Diego Contento (München, 1. svibnja 1990.) je talijansko-njemački nogometaš, koji trenutačno nastupa za Bordeaux.

## Karijera
Contento je za Bayernovu prvu momčad debitirao u predsezonskoj utakmici 2009. godine, protiv austrijskog prvaka Red Bull Salzburga, ušavši s klupe u drugom poluvremenu umjesto Edsona Braafheida, a bio je najavljen za bundesligašku utakmicu protiv FSV Mainza u kolovozu 2009. Pozvan je i na nastupe u Ligi prvaka 2009./10., s brojem 26 na dresu. U siječnju 2010., najavljeno je da će Contento igrati za prvu momčad Bayerna najmanje do kraja 2009./10. sezone, zajedno sa suigračima Davidom Alabom i Mehmetom Ekiciom. Contento je 13. siječnja 2010. potpisao svoj prvi profesionalni ugovor s Bayern Münchenom. U Bundesligi je debitirao protiv 1. FC Nürnberga, dok je u Ligi prvaka zaigrao tjedan ranije, 17. veljače u utakmici osmine finala protiv Fiorentine.

## Nagrade i uspjesi
FC Bayern München
- Bundesliga: 2009./10., 2012./13., 2013./14.
- Njemački kup: 2009./10., 2012./13.
- UEFA Liga prvaka: 2012./13.
- UEFA Superkup: 2013.
- FIFA Svjetsko klupsko prvenstvo: 2013.

## Vanjske poveznice
- Profil  Arhivirana inačica izvorne stranice od 28. ožujka 2010. (Wayback Machine) na Transfermarkt.de (njem.)
- Statistika na Fussballdaten.de (njem.)